# Magurka (potok)
Magurka je malý potok v Moravskoslezském kraji v obci Čeladná.

## Průběh toku
Odtéká z východního úbočí Bukoviny a Blata. Od pramene teče na severovýchod, pak na východ, potom na sever a nakonec (při jejím ústí) zase na východ. Teče pod vrchem Bařiny a osadami Skurečená, Ráztoky a na místě zvaném V Jámě, na východním úpatí Magury, se vlévá zleva do Čeladenky. Na Magurce jsou 2 mostky, 1 na lesní trase a druhý na silnici.

### Přítoky
Má šest přítoků. Největší je Mohyla. Zbývajících pět je bezejmenných.